# جيمس كينيدي (قسيس)
جيمس كينيدي (بالإنجليزية: James Kennedy )‏ (و. 1408 – 1465 م) هو قسيس، وقاضي إسكتلندي، توفي في سنت أندروز، عن عمر يناهز 57 عاماً.

## مناصب
تولى منصب Chancellor of the University of St Andrews ‏ (1440–1465).